# BELLBOTTOM JACK
「BELLBOTTOM JACK」（ベルボトム・ジャック）は、日本のバンド・フラワーカンパニーズの12枚目のシングル。

## 解説
- 前作より約1年ぶりのリリース。
- 本作がアンティノスよりリリースした最後のシングルとなった。

## 収録曲
全作詞：鈴木けいすけ　作曲：フラワーカンパニーズ　編曲：フラワーカンパニーズ・下山淳
1. BELLBOTTOM JACK (4:07)
日本テレビ「アンナ音版」エンディングテーマ
2. 夜の海 (3:27)
3. ざくろ (3:15)

## 収録アルバム
- 怒りのBONGO（#1）
- Singles & More 〜Antinos Years（#1）
- 怒りのBONGO+3（#1, #2, #3）